# Philippe Geluck

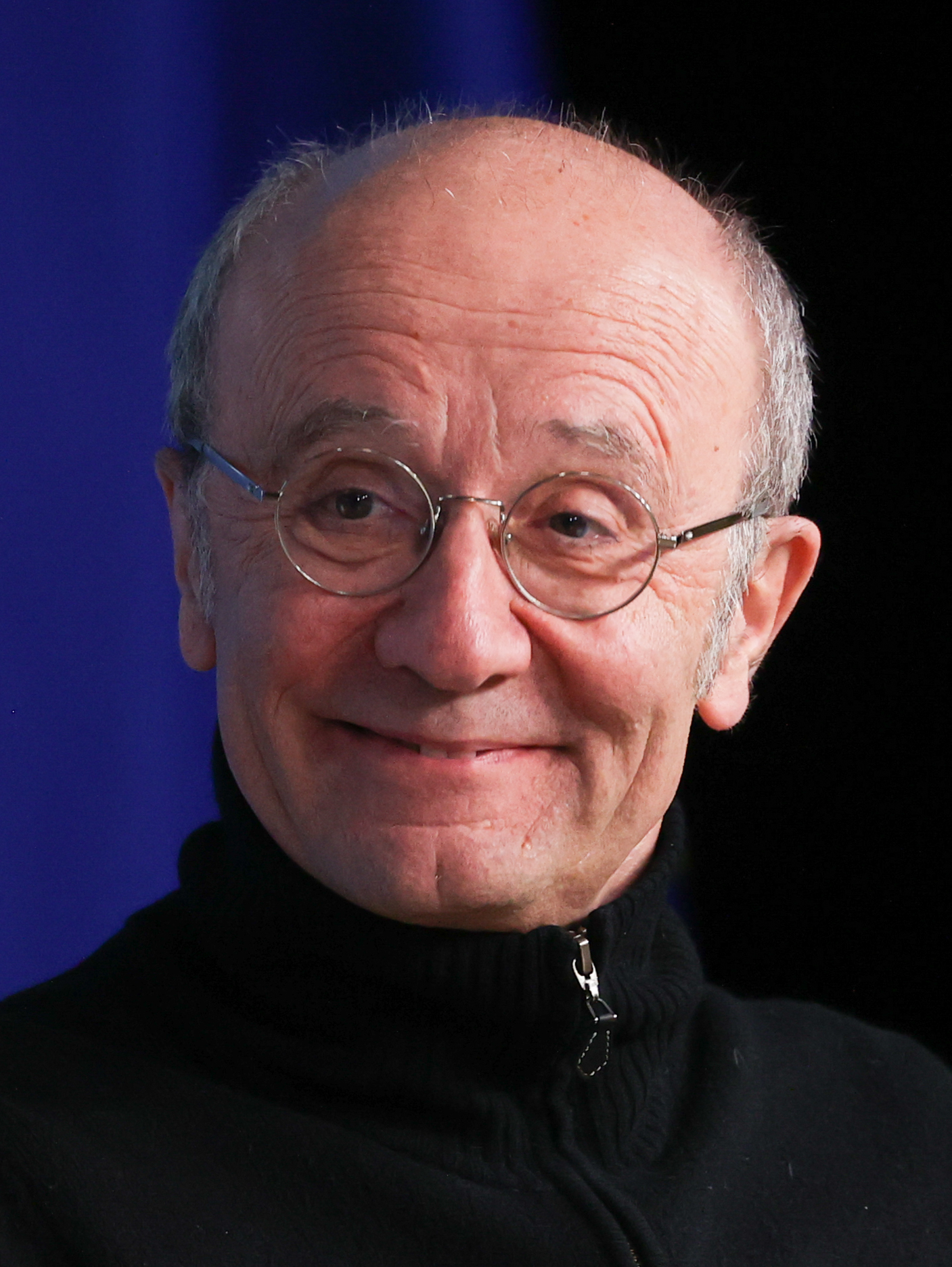
Philippe Geluck (2024)

Philippe Geluck (* 7. Mai 1954 in Brüssel) ist ein belgischer Künstler.

## Leben und Karriere
1969 zeichnete Geluck gemeinsam mit seinem Bruder Jean-Christophe eine fingierte Zeitung, die in der Toilette ihres Hauses ausgestellt wurde. Ein Fensterputzer, der im Haus arbeitete, erkannte in Gelucks Zeichnungen künstlerisches Talent und erzählte davon seinem Freund Bob de Groot, dem Verleger der Satirezeitung L’Œuf. Geluck konnte in dieser Zeitung seine ersten Werke veröffentlichen. 1972 schrieb er sich bei einer Schauspielschule ein und spielte seither in verschiedensten Theaterstücken mit. Am 10. Dezember 1976, bei einem Dreh eines Kurzfilmes, lernte er seine spätere Frau Dany kennen, mit der er einen Sohn und eine Tochter hat.
Ab 1978 fing er beim Belgischen Rundfunk (RTBF) mit Comedy-Sendungen an. Am 22. März erschien zum ersten Mal die auf Bestellung entwickelte Comic-Figur „Le Chat“, „die Katze“, in der Belgischen Tageszeitung Le Soir. „Le Chat“ machte ihn bekannt. Die Figur stieß im ganzen französischsprachigen Raum auf großen Zuspruch.
Parallel zu seiner Karriere als Comiczeichner arbeitete Geluck weiter für Rundfunk, Radio und Fernsehen. 1991 bekam er den Preis für die lustigste Sendung in Montreux. Ein Asteroid wurde am 20. Mai 2008 nach ihm benannt: (181627) Philgeluck. Am 11. Oktober 2008 wurde in Hotton nach seiner Figur die „Place du Chat“ (Platz der Katze) benannt. Geluck wurde Ehrenbürger der Stadt. In Herseaux wurde eine öffentliche Grundschule nach ihm benannt. 2009 wurde er vom belgischen König Albert II. zum Kommandeur des Kronenordens ernannt.

## Werke

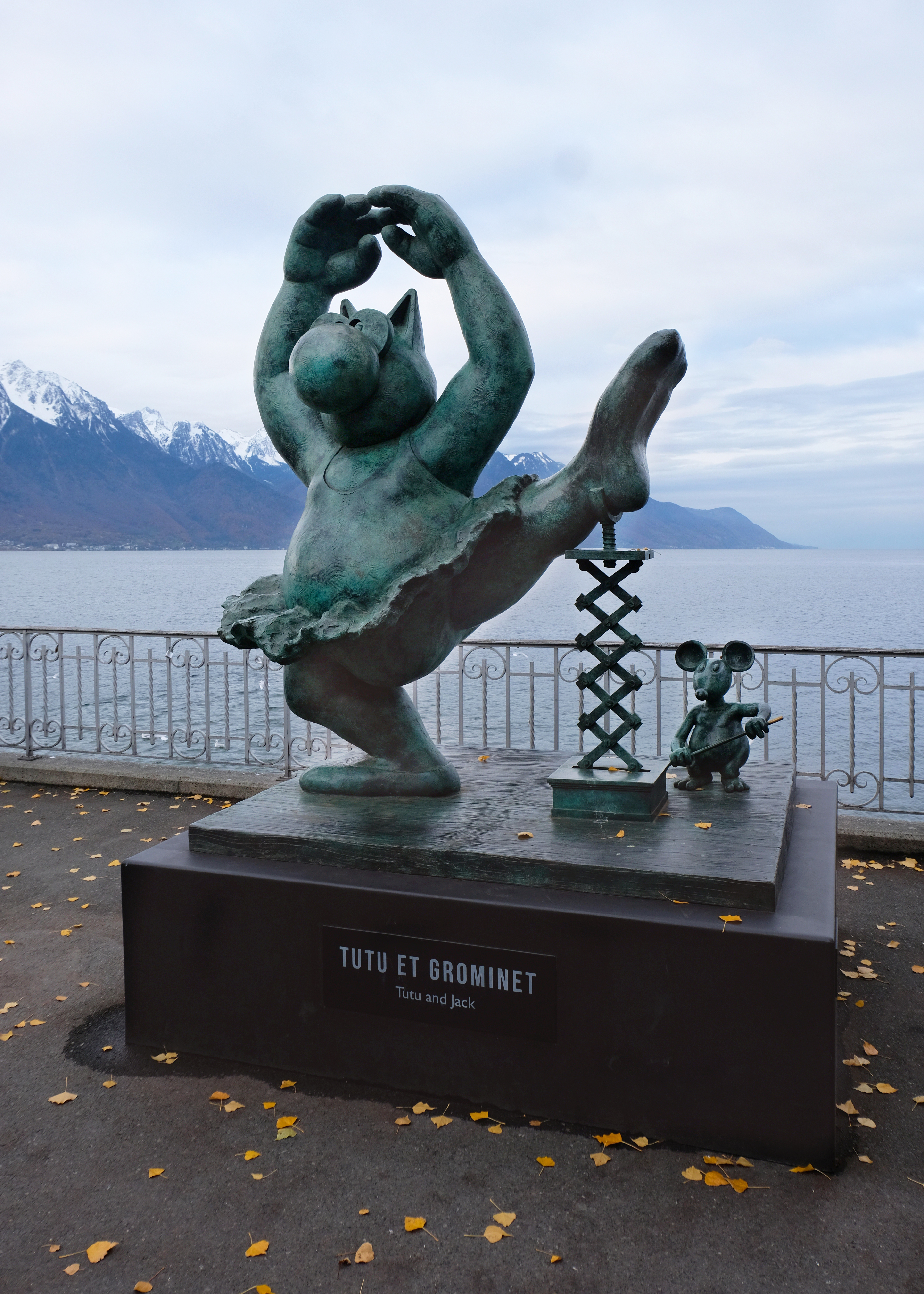
„Le chat“ im Tutu mit Maus: Bronzestatue von Philippe Geluck in Montreux

- 1991: Ich Sokrates und Sokrates total abgehoben (d. i. Le chat, beide bei der Edition Olms)
- 1992: Un peu de tout
- 1994: Made in Belgium
- 1998: Le petit Roger